# Orchamus kaltenbachi
Orchamus kaltenbachi är en insektsart som beskrevs av Massa 2009. Orchamus kaltenbachi ingår i släktet Orchamus och familjen Pamphagidae. IUCN kategoriserar arten globalt som starkt hotad. Inga underarter finns listade i Catalogue of Life.